# Fontaine-lès-Dijon
Fontaine-lès-Dijon är en kommun i departementet Côte-d'Or i regionen Bourgogne-Franche-Comté i östra Frankrike. Kommunen ligger i kantonen Fontaine-lès-Dijon som tillhör arrondissementet Dijon. År 2022 hade Fontaine-lès-Dijon 9 032 invånare.

## Befolkningsutveckling
Antalet invånare i kommunen Fontaine-lès-Dijon
Referens:INSEE